# Chiesa di Sant'Ambrogio (Caslino d'Erba)
La chiesa di Sant'Ambrogio è la parrocchiale di Caslino d'Erba, in provincia di Como e arcidiocesi di Milano; fa parte del decanato di Erba.

## Storia
La primitiva parrocchiale di Sant'Ambrogio sorse nel 1491; inizialmente dipendente dalla pieve di Sant'Eufemia di Incino, nel 1584 passò a quella di Santa Maria Nascente di Erba in seguito alla traslazione della sede plebanale.
Dalla relazione della visita pastorale del 1752 dell'arcivescovo di Milano Giuseppe Pozzobonelli si apprende che i fedeli erano circa 400 e che la parrocchiale aveva come filiali gli oratori di San Gregorio e di San Calogero.
Nel 1762 iniziò su progetto dell'architetto Simone Cantoni la costruzione della nuova parrocchiale, edificata con il contribuito materiale ed economico dei fedeli; nel 1781 furono terminati le due sagestie, la cupola e il presbiterio, ma l'intera struttura poté dirsi ultimata solo nel 1818 a causa di un rallentamento dei lavori dovuto alla carenza di fondi.
L'altare maggiore, disegnato da Giacomo Moraglia, venne realizzato a partire dal 1836 e nel 1848 la chiesa fu dotata dell'organo, costruito dal lezzese Giuseppe Alchisia; nel 1870 il campanile, rimasto incompiuto, venne completato secondo i progetti dell'architetto Angelo Bergamo.
L'arcivescovo Andrea Carlo Ferrari, durante la sua visita del 1898, trovò che il numero dei fedeli era pari a 1220 e che la parrocchiale, da cui dipendevano gli oratori di San Gregorio, di San Calogero e dell'Immacolata in località Cascina Bianca, era sede della confraternita del Santissimo Sacramento; il medesimo presule nel 1907 impartì la consacrazione della chiesa.
Tra il 1933 e il 1934 la facciata fu decorata su disegno dell'architetto Paolo Mezzanotte e in questa occasione venne realizzato da Geminiano Cibau il portale d'ingresso, caratterizzato dalla raffigurazione di scene della cita di sant'Ambrogio.
Nel 1971-72, con la riorganizzazione territoriale dell'arcidiocesi voluta dall'arcivescovo Giovanni Colombo, la parrocchia di Sant'Ambrogio passò dal vicariato foraneo di Canzo, cui apparteneva dal 1906, al decanato di Erba.
Nel 1985 si procedette all'esecuzione dell'adeguamento liturgico secondo le usanze postconciliari mediante l'aggiunta dell'altare rivolto verso l'assemblea.

## Descrizione

### Esterno
La facciata della chiesa, rivolta a occidente, è suddivisa da una cornice marcapiano aggettante in due registri, entrambi scanditi da lesene; quello inferiore, più largo, presenta centralmente il portale d'ingresso, sormontato dal frontoncino semicircolare, mentre quello superiore è caratterizzato da una finestra e coronato dal timpano di forma triangolare.
Annesso alla parrocchiale è il campanile a base quadrata, la cui cella presenta su ogni lato una monofora a tutto sesto ed è coronata dalla cupola sorretta dal tamburo.

### Interno
L'interno dell'edificio si compone di un'unica navata, sulla quale si affacciano le cappelle laterali, introdotte da archi a tutto sesto, e le cui pareti sono scandite da lesene terminanti con capitelli compositi sorreggenti la trabeazione modanata e aggettante su cui s'impostano le volte; al termine dell'aula si sviluppa il presbiterio, rialzato di alcuni gradini, ospitante l'altare maggiore e chiuso dall'abside di forma semicircolare.